# تشيت أنيكوي
تشيت أنيكوي ممثل وصانع أفلام، ولد في نيجيريا ونشأ في مدينة نيويورك. تمتد أعماله إلى هوليوود ونوليوود ومسرح نيويورك.

## جوائز وترشيحات
- 1997 رشح لجائزة «أوديلكو» لأفضل أداء في مسرحية موسيقية عن (قصة أميستاد).[10]
- 2006 فاز بجائزة «أوديلكو» لأفضل فرقة «الرجال السود الحقيقيون لا يجلسون عاقفي الأرجل على الأرض»[11]
- الفائز بجائزة نقاد نوليوود السينمائية لعام 2012 لأفضل ممثل من الشتات عن «ضيف غير مرغوب فيه»[12]
- 2014 ترشح لجائزة نوليوود ونقاد السينما الأفريقية لأفضل ممثل مساعد لفيلم شتات عن «عندما يغلق باب واحد»[13]